# Live and Rare (мини-альбом)
«Live and Rare» — третий мини-альбом американской рок-группы My Chemical Romance, выпущенный 19 декабря 2007 года в Японии. В состав альбома входят треки, в разное время появлявшиеся на синглах группы из их третьего альбома The Black Parade.

## Список композиций
Слова и музыка всех песен — My Chemical Romance.
| №  | Название                           | Длительность |
| -- | ---------------------------------- | ------------ |
| 1. | «Famous Last Words» (live[A][B])   | 4:55         |
| 2. | «Cancer» (live[A][C])              | 2:39         |
| 3. | «House of Wolves» (live[A][C])     | 2:59         |
| 4. | «Dead!» (live[A][D])               | 3:17         |
| 5. | «Mama» (live[D][E])                | 5:03         |
| 6. | «My Way Home Is Through You» ([B]) | 2:59         |
| 7. | «Kill All Your Friends» ([B])      | 4:29         |

A Записано 14 октября 2006 на O2 Music Flash 2006 E-Werk в Берлине (Германия).
B Первоначально была выпущена на сингле «Famous Last Words».
C Первоначально была выпущена на сингле «I Don't Love You».
D Первоначально была выпущена на сингле  «Teenagers».
E Записана 22 марта 2007 на National Indoor Arena в Бирмингеме (Англия, Великобритания)

## Участники записи
- Джерард Уэй — вокал
- Боб Брайар — ударные
- Фрэнк Айеро — ритм-гитара, бэк-вокал
- Рэй Торо — соло-гитара, бэк-вокал
- Майки Уэй — бас-гитара